# Descomunização na Rússia

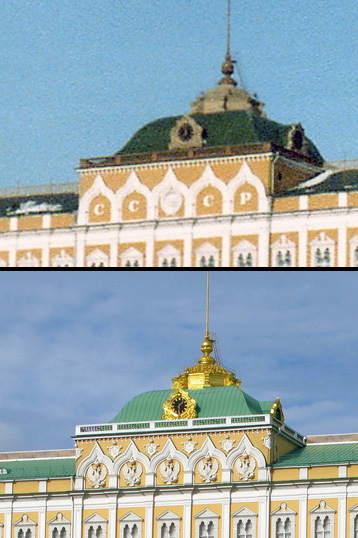
A fachada do Grande Palácio do Kremlin foi restaurada à sua forma original após a dissolução da União Soviética em 1991. O Emblema do Estado da URSS e as letras incorporadas que formam a abreviatura da URSS (CCCP) foram removidas e substituídas por cinco duplas-cabeças de águias. Uma restauração adicional do brasão de armas dos vários territórios do Império Russo foi colocada acima das águias

Descomunização na Rússia é o processo de lidar com o legado do comunismo em termos de pessoas e instituições, que tende a romper com a história da União Soviética. Em comparação com os esforços de antigos países do bloco do Leste e de ex-integrantes da União Soviética, na Rússia esta restringiu-se a meias medidas, quando realizadas.
Algumas medidas anticomunistas notáveis na Federação Russa, foram a proibição do Partido Comunista da União Soviética (e da criação do Partido Comunista da Federação Russa) e, o ato de rebatizar muitas cidades russas, devolvendo os nomes estas tinham antes da Revolução de Outubro de 1917 (Leningrado para São Petersburgo, Sverdlovsk para Ecaterimburgo, Gorki para Níjni Novgorod, etc.).
No entanto, a nostalgia pela União Soviética está aumentando gradualmente na Rússia. A simbologia comunista continua sendo uma parte importante da retórica utilizada nos meios de comunicação controlados pelo Estado, pois sua proibição é vista pelo Ministério de Relações Exteriores como "sacrilégio" e "uma ideia perversa de bem e mal". O processo de descomunização na vizinha Ucrânia também encontrou críticas na Rússia  e os crimes de guerra soviéticos continuam a ser classificados como um "mito ocidental". A descomunização do país foi menos traumática do que em outras sociedades do Leste Europeu, sendo que o Putin fez questão de defender os direitos do judeus do país e foi criticado por isso.

## Golpe de Agosto

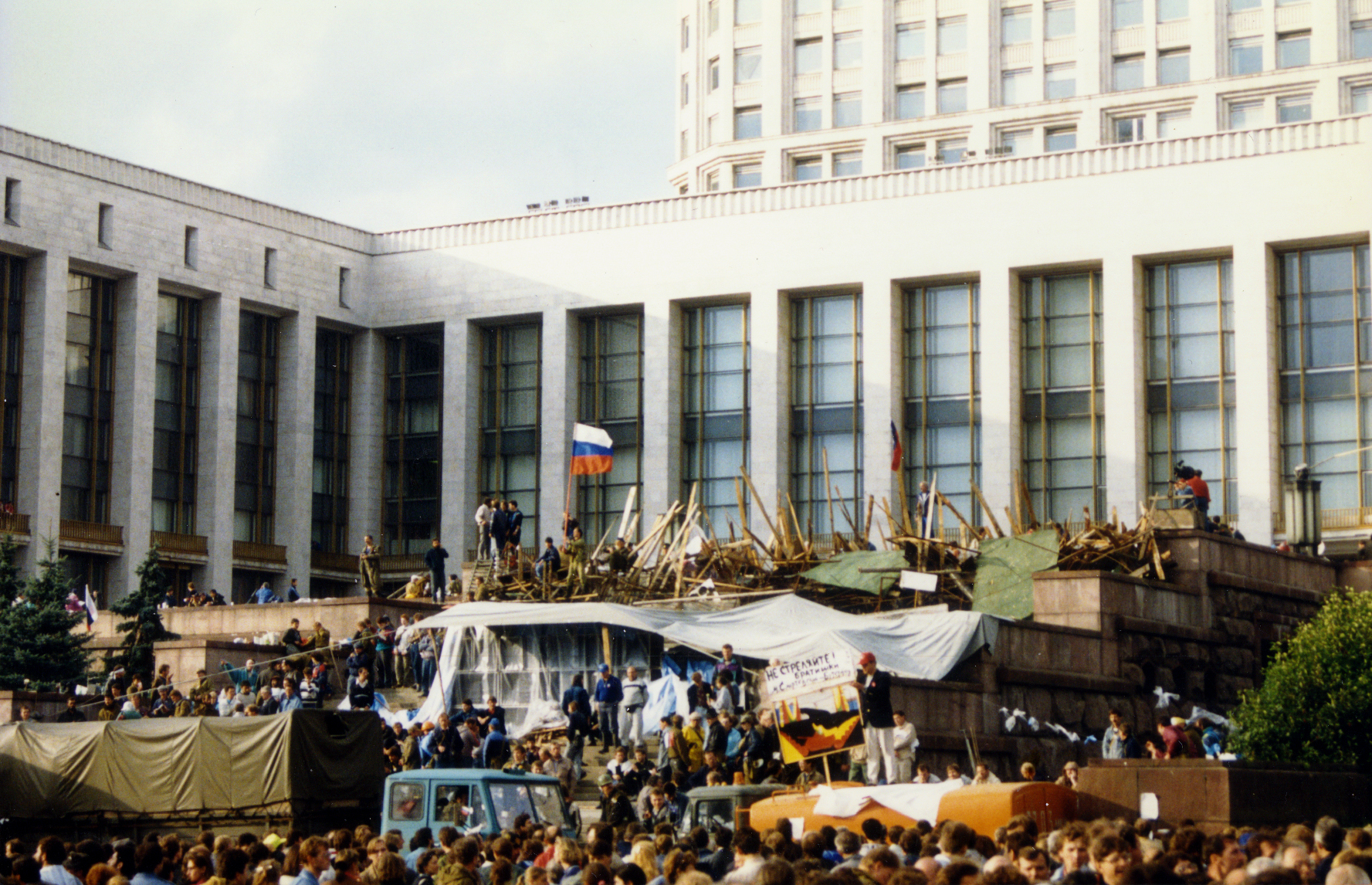
Barricadas da resistência em frente da Casa Branca durante a tentativa de golpe em Agosto de 1991

Após o malogrado golpe de estado de Agosto de 1991, em 23 de Agosto, as pessoas aplaudiram o presidente da República Socialista Federativa Soviética da Rússia (RSFSR), Boris Iéltsin, por suspender o PCUS (Partido Comunista da União Soviética) no momento da investigação, apesar dos protestos do presidente soviético Mikhail Gorbachev, que insistiu que o partido, como um todo, não era o culpado pelos eventos. O partido comunista russo e a sede do Comitê Central do Partido Comunista da União Soviética foram fechados.[carece de fontes?]
Em 24 de Agosto, Gorbachev dissolveu o comitê central do PCUS e renunciou ao cargo de secretário-geral (mas permaneceu presidente da URSS). Em 25 de Agosto, Iéltsin emitiu outro decreto nacionalizando a propriedade do partido (incluindo arquivos e contas bancárias) em favor do Conselho de Ministros da RSFSR.
Algumas semanas após o golpe, a União Soviética rompeu-se pacificamente. Em 6 de Novembro de 1991, Iéltsin proibiu o PCUS, que exerceu o controle generalizado sobre a sociedade soviética há anos. A dissolução da União Soviética foi reconhecida no Pacto de Belaveja de 8 de Dezembro, ratificado pelo Soviete Supremo da RSFSR em 12 de Dezembro. Em 26 de Dezembro de 1991, a dissolução da URSS foi declarada. Sua maior república constituinte, a RSFSR, foi renomeada Federação Russa. Foi formalmente estabelecida em 1 de Janeiro de 1992 e tornou-se o estado sucessor da União Soviética.[carece de fontes?]

### Investigação do golpe
A comissão parlamentar para investigar a tentativa de golpe foi estabelecida em 1991 sob direção de Lev Ponomaryov (incluindo também Gleb Yakunin), mas em 1992 foi dissolvida devido à insistência de Ruslan Khasbulatov. Tendo obtido acesso aos arquivos secretos da KGB como membro do comitê, em março de 1992, Gleb Yakunin publicou materiais sobre a cooperação do Patriarcado de Moscou com a KGB. Ele afirmou que o Aleixo II de Moscou, o metropolita Filaret de Kiev, Pitrim de Volokolamsk e outros foram recrutados pela KGB. 
Uma grande parte dos arquivos do Partido Comunista (preservados agora em arquivos estatais, como o Arquivo Presidencial da Federação Russa, Arquivo Estatal Russo de História Contemporânea, Arquivo Estatal Russo de História Sócio-Política e o Arquivo Estatal da Federação Russa), incluindo quase todos os documentos do seu comitê central, permanecem em sigilo.
Em 1992, vários deputados de pessoas processaram Iéltsin, solicitando o exame de seus decretos sobre o Partido Comunista para o cumprimento da constituição russa de 1978. Em 30 de Novembro de 1992, a Corte Constitucional da Federação Russa revisou parcialmente os decretos e suspendeu a proibição contra o Partido Comunista do RSFSR.

## Restabelecimento do partido comunista
| “ | O colapso da URSS é uma vergonha. (morador de Yegoryevsk). | ” |

O Partido Comunista da Federação Russa foi restabelecido em Fevereiro de 1993. Alguns partidos comunistas menores alegam também ser sucessores do PCUS.[carece de fontes?]
Ao contrário de muitos outros países do antigo bloco soviético, o lustrismo   (ostracismo político) de integrantes do PCUS e de membros da KGB na Rússia enfrentou forte resistência e nunca foi implementado. Muitos deles permaneceram no poder. Na realidade, grande parcela dos atuais políticos russos iniciaram suas carreiras na URSS. Um projeto de lei sobre o lustrismo foi proposto pela primeira vez ao parlamento em Dezembro de 1992 por Galina Starovoytova, mas nunca avançou.[carece de fontes?]
As pessoas encarceradas por participação na tentativa de golpe de Agosto de 1991 foram libertadas da prisão em 1992 e as acusações foram anuladas sob anistia pela Duma Federal em 23 de Fevereiro de 1994. Vasily Starodubtsev, governador do Oblast de Tula de 1997 a 2005, Anatoly Lukyanov, deputado do Partido Comunista da Federação Russa na Duma de 1993 a 2003, Valentin Varennikov deputado na Duma desde 1995 (Partido Comunista da Federação Russa, Rodina), os dois últimos, chefes das comissões parlamentares .[carece de fontes?]
Não houve uma tentativa deliberada da sociedade em lidar com o passado soviético da Rússia.